# هویزه
هُوِیزه یکی از شهرهای استان خوزستان و مرکز شهرستان هویزه است که در غرب این استان و در نزدیکی مرز با کشور عراق قرار دارد. 

## جمعیت
بر پایه سرشماری عمومی نفوس و مسکن در سال ۱۳۹۵ جمعیت این شهر ۳۸۸۸۶ نفر (در ۴٬۹۰۴ خانوار ) بوده‌است.

## تاریخچه

نقشه هویره در استان خوزستان

هویزه یا هوزگان بخاطر جنگ ایران و عراق شهرت دارد. این شهر در ۱۵ دی ۱۳۵۹ و در پی شکست عملیات نصر با یورش نیروهای عراقی تصرف شد و توسط آنان به‌طور صد درصد تخریب گردید.هویزه در ۱۸ اردیبهشت ۱۳۶۱ بدست نیروهای ایرانی آزادشد‌. امروزه تنها آثار باقی‌مانده از شهر، قدم‌گاه عباس و خرابه‌های چند ساختمان است.

## مردم
امروزه اکثریت مردم هویزه عرب هستند و به همراه زبان عربی، از زبان فارسی نیز استفاده می کنند.
هویزه در دوره جنگ ایران و عراق
تقریبا  به‌طور کامل توسط ارتش عراق تخریب شد و برای مدتی خالی از سکنه شد. 
ابن بطوطه جهانگرد مراکشی در سده هشتم هجری به هویزه سفر کرده است. ابن بطوطه در کتاب سفرنامه ابن بطوطه که به زبان عربی است، این شهر را حویزاء نامیده و نوشته است: «حویزاء شهری کوچک است و سکنه آن از عجم است.» 

## هویزه در جنگ ایران و عراق
با شروع جنگ ایران و عراق، در ۲۷ دی ۱۳۵۹ ارتش بعث عراق به هویزه حمله کرد و این شهر را به اشغال درآورد. عراقی‌ها ابتدا شهر را غارت کردند و افراد اغلب بیمار و ناتوانی که در هویزه مانده بودند را اسیر کرده و به بصره فرستادند.
عرا‌قی‌ها مانند داعش با بولدوزر و ماشین آلات سنگین، شهر را ویران و خانه‌ها، مدارس، مغازه‌ها، ساختمان‌های عمومی، باغ و نخلستان‌ها، بیمارستان و به خصوص اماکن مذهبی و آثار باستانی را منهدم کردند و جز یکی دو ساختمان از شهر هیچ باقی نگذاشتند. گزارشهایی از زنده به گور کردن مردم با دستان بسته، تجاوز و سوزاندن بعضی مردمی که در شهر مانده‌ بودند، توسط نظامیان عراقی در دوره اشغال هویزه وجود دارد. افزون بر آن، بنا به گزارش روزنامه‌های سال ۶۱ ارتش بعث عراق حدود چندین هزار مین در زمینهای کشاورزی اطراف هویزه کاشته بود.
در تاریخ ۱۸ اردیبهشت سال ۶۱، در عملیات الی بیت المقدس هویزه پس از ۱۶ ماه، در مرحله دوم از اشغال آزاد شد و ارتش بعث عراق از هویزه فرار کرد.

## خاستگاه نامگذاری

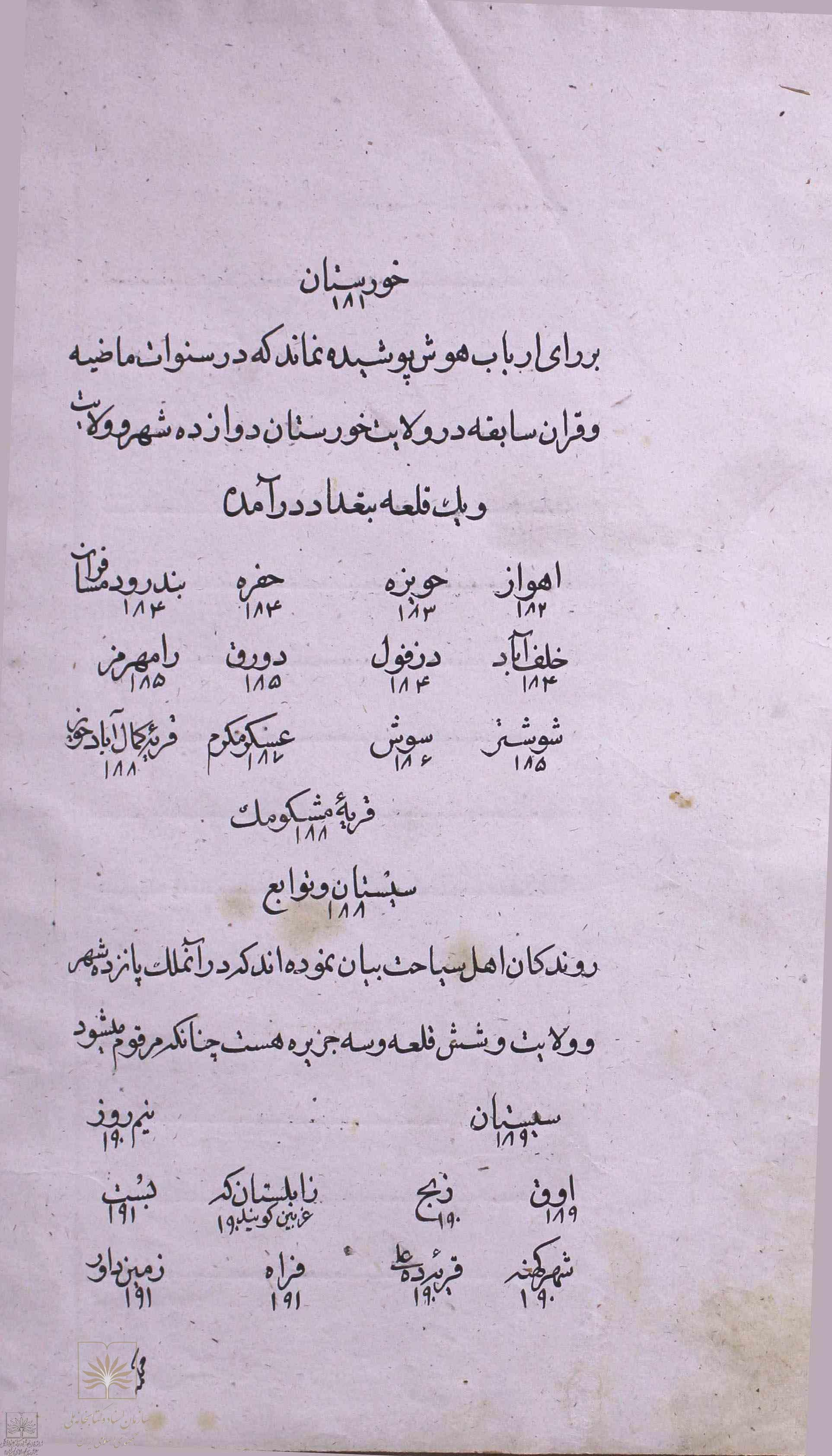
نام حویزه در کتاب اوصاف الامصار از محمدمفید مستوفی بافقی که در زمان صفویان نوشته شده است.

به گفته راجر سیوری، خوزستان سرزمین مردمان هوزی یا حوزی (که استرابون و پلینیوس از آن به اسم اوزی ذکر کرده‌اند) است. این استان با ایلامیان باستان و شوش کم و بیش مرتبط است. نام اهواز، شوش و حویزه منعکس‌کننده شهروندان این منطقه در زمان ایلامیان بوده‌ است. واژهٔ اوز در عربی به صورت هوز و گاه به صورت حوز در آمده است. کلمه اهواز نیز در عربی جمع هوز است و اهواز به معنای هوزی‌ها که در متون اسلامی به اسم مدینة الاهواز به معنای شهر هوزی‌ها آمده‌ است و واژه هویزه هم بر وزن فُعیله به معنای هوز کوچک نیز از همین ریشه گرفته شده‌ است. 
ابن بطوطه جهانگرد مراکشی در سده هشتم هجری به هویزه سفر کرده است. ابن بطوطه در کتاب سفرنامه ابن بطوطه (که به زبان عربی است) این شهر را حویزاء نامیده و نوشته است: «حویزاء شهری کوچک است و سکنه آن از عجم است.» 
این شهر در دوره قاجار حویزه و در دوره پهلوی هوزگان نامیده میشد. این نام در سال ۱۳۶۲ خورشیدی از هوزگان به به هویزه تغییر یافت.

## تاریخ
هویزه در دوره ساسانی توسط شاپور دوم ساخته شده است. در سده چهارم هجری، در زمان خلیفه طائی ۳۸۱–۳۶۳ ه‍.ق / ۹۷۴–۹۹۱ م توسط دبیس بن عفیف اسدی بازسازی شد.
ابن بطوطه جهانگرد مراکشی در سده هشتم هجری به هویزه سفر کرده است. ابن بطوطه در کتاب سفرنامه ابن بطوطه می‌نویسد: «حویزاء شهری کوچک است و سکنه آن از عجم است.» 